# تظاهرات 5 يونيو 1963 في إيران
قامت تظاهرات 5 و 6 يونيو 1963 في إيران (يطلق عليها كذلك الانتفاضة، أو أحداث يونيو 1963، وتُعرف في إيران على حسب التقويم الهجري الشمسي باسم 15 خرداد احتجاجًا على إلقاء القبض على آية الله روح الله الموسوي الخميني بعد إلقائه لخطاب غاضب يهاجم فيه الشاه محمد رضا بهلوي، وإسرائيل والولايات المتحدة. وقد أُخذ نظام الشاه على حين غرة وفوجئ بمظاهرات شعبية ضخمة من الدعم، وعلى الرغم من نجاح الشرطة والجيش في قمعها في غضون أيام، إلا أن تلك الأحداث ولّدت شعورًا بأهمية وقوة المعارضة الدينية (الشيعية) لنظام الشاه واعتبار الخميني زعيمًا سياسيًا ودينيًا بارزًا. وبعد مُضي خمسة عشر عامًا، كان على الخميني قيادة الثورة الإيرانية التي أطاحت بالشاه والدولة البهلوية وإقامة جمهورية إيران الإسلامية.

## الخلفية التاريخية

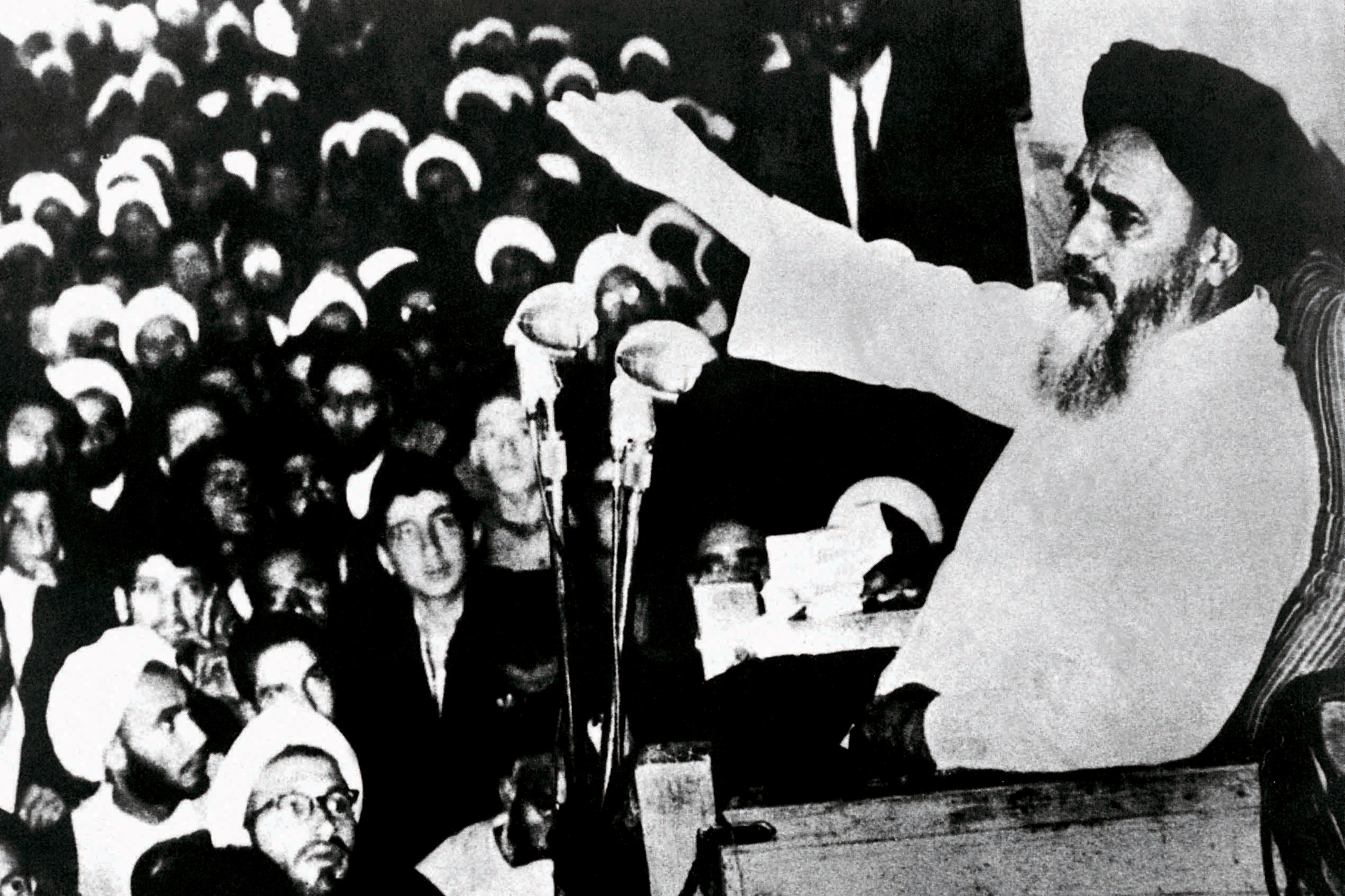
آية الله روح الله الخميني يتحدث في 3 يونيو 1963 مـ في المدرسة الفيضية في قم وينتقد حكومة شاه

في يناير 1963، أعلن الشاه عن «الثورة البيضاء»، وهي عبارة عن برنامج إصلاح مكوّن من ست نقاط يدعو إلى إصلاح الأراضي، وتأميم الغابات، وبيع الشركات المملوكة للدولة للقطاع الخاص، وإجراء التغييرات الانتخابية التي تمنح المرأة حق الاقتراع، وتقاسم الأرباح في مجال الصناعة، وشن حملة لمكافحة الأمية في المدارس في كافة أنحاء الدولة. واعتبر التقليديون كافة هذه المبادرات اتجاهات خطيرة تهدف إلى التغريب، ويأتي في مقدمة هؤلاء العلماء الشيعيون البارزون والمتميزون (رجال الدين) الذين شعروا بتهديد بالغ حيال هذه المبادرات.
عقد الخميني اجتماعًا مع مؤيده من رجال الدين في مدينة قم وأقنع المرجعيات الشيعية رفيعة المستوى من مدينة قم بإصدار مرسوم بمقاطعة الاستفتاء على الثورة البيضاء. وفي 22 يناير 1963، أصدر الخميني بيانًا شديد اللهجة يستنكر فيه الشاه وخططه. وبعد ذلك بيومين، قاد الشاه رتلًا من المدرعات المتجهة إلى مدينة قم، وألقى خطابًا يهاجم فيه بقوة العلماء بوصفهم فئة.
مع ذلك، استمر الخميني في إدانته لبرامج الشاه، وأصدر وثيقة تحمل كذلك توقيع ثمانية آخرين من كبار علماء الدين. وفي هذه الوثيقة سرد العديد من الطرق التي يزعم أن الشاه انتهك بها الدستور، وأدان تفشي الفساد الأخلاقي في البلاد، واتهم الشاه بخضوعه للولايات المتحدة وإسرائيل. كذلك، قضى بإلغاء احتفالات النوروز للعام الشمسي 1342 (الواقعة في تاريخ 21 مارس 1963) باعتبارها إشارة لإظهار الاحتجاج ضد سياسات الحكومة.

## الأحداث

### خطبة الخميني واعتقاله
بعد ظهر اليوم الثالث من يونيو عام 1963، عاشوراء، ألقى الخميني خطابًا في المدرسة الفيضية وعقد خلالها مقارنة بين الخليفة الأموي يزيد بن معاوية و الشاه. وأدان الخميني الشاه واصفًا إياه بأنه "رجل سيء وبائس"، وحذره إن لم يغير أساليبه فسيأتي اليوم الذي يخرج فيه الشعب شاكرين رحيله من البلاد. وفي طهران، انطلقت مسيرة محرم التي تضم أنصارًا للخميني تجاوز عددهم 100000 مشاركٍ مارين بقصر شاه، وهم يهتفون "الموت للدكتاتور، الموت للدكتاتور! حفظك الله يا خميني! الموت للعدو المتعطش للدماء!”
بعد هذه المسيرة بيومين في تمام الساعة الثالثة صباحًا، هبط رجال الأمن والقوات الخاصة على منزل الخميني في مدينة قم وألقوا القبض عليه. وعلى عجل قاموا بنقله إلى سجن قصر بـ طهران.

### الانتفاضة

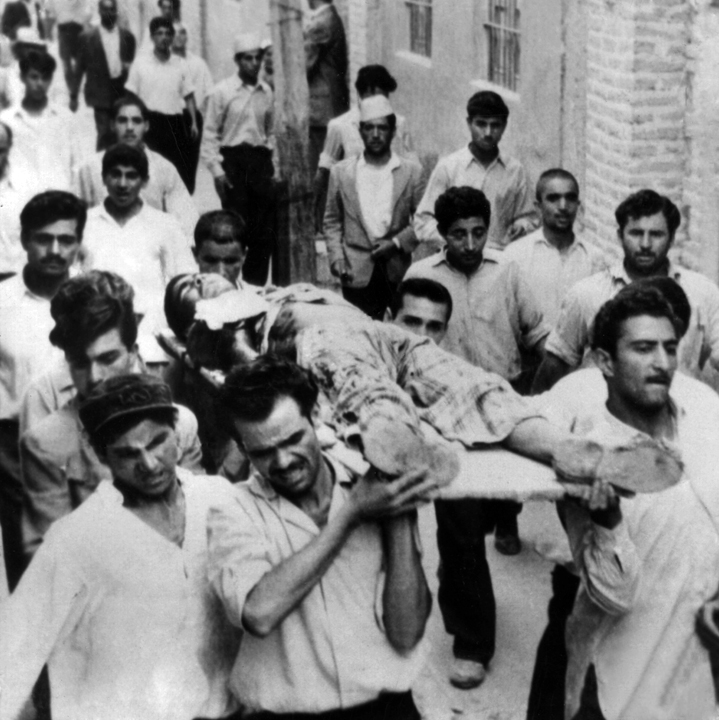
المتظاهرون يحملون جثة أحد الضحايا

مع بزوغ فجر يوم 5 يونيو، انتشر خبر اعتقاله في أنحاء مدينة قم ثم وصل إلى مدن أخرى. وفي مدن قم، وطهران، وشيراز، ومشهد ووارمين، واجهت الدبابات ورجال المظلات الجماهير الغاضبة المتظاهرة. وفي طهران، هاجم المتظاهرون مراكز الشرطة، ومكاتب السافاك والمباني الحكومية، بما في ذلك الوزارات. ولهذا أعلنت الحكومة التي تفاجأت بتلك الممارسات الأحكام العرفية وفرضت حظر التجوال من الساعة العاشرة مساءً وحتى الخامسة صباحًا. وفي اليوم التالي، خرجت جماعات الاحتجاج إلى الشارع بأعداد صغيرة وتصدت لها الدبابات و«جنود مزودون بمعدات قتالية ووجهت لهم أوامر بإطلاق النار بهدف القتل». واكتسبت قرية بيشاف القريبة من وارمين شهرة بفضل تلك الانتفاضة. وبدأ مئات القرويين من قرية بيشاف في تنظيم مسيرة لطهران، وهم يهتفون «الخميني أو الموت». ولكن أوقفهم الجنود على جسر السكة الحديدية؛ حيث بدؤوا بإطلاق النار من أسلحتهم الآلية عندما رفض القرويون التفرق وهاجموا الجنود «بكل ما لديهم». و«لم يكن واضحًا» ما إذا تم قتل «العشرات أو المئات» . وبعد ستة أيام فقط أعيدت هيكلة النظام بالكامل.
وبحسب ما ورد على لسان الصحفي باقر معين، تشير ملفات الشرطة إلى اعتقال 320 شخصًا ذوي خلفيات متنوعة، من بينهم 30 من كبار رجال الدين في يوم 5 يونيو. وتسرد الملفات كذلك أن 380 شخصًا قتلوا أو أصيبوا في الانتفاضة، ولا يضم هذا العدد أولئك الذين لم يذهبوا إلى المستشفى «خوفًا من إلقاء القبض عليهم» أو أولئك الذين نقلوا إلى المشرحة أو الذين دفنوا على أيدي قوات الأمن.

### إطلاق سراح الخميني
يحبذ المتشددون من داخل النظام (رئيس الوزراء أسد الله علام، ورئيس السافاك نعمت الله ناصري) إعدام الخميني، باعتباره الشخص المسؤول عن إثارة أعمال الشغب، والإضرابات والاحتجاجات (الأقل عنفًا) التي استمرت في الحدوث في الأسواق وفي كل مكان. كذلك، تشير فاطمة باكرافان –  زوجة حسن باكرافان، رئيس السافاك –  في مذكراتها أن زوجها أنقذ حياة الخميني في عام 1963؛ حيث استشعر باكرافان أن إعدام الخميني كان سيعمل على إثارة غضب عامة الشعب الإيراني. وعرض وجهة نظره هذه على الشاه. وبمجرد أن أقنع الشاه أن يسمح له بالعثور على طريقة للخروج من هذا المأزق، دعا آية الله محمد كاظم شريعتمداري، أحد كبار الزعماء الدينيين بإيران، وطلب مساعدته. واقترح شريعتمداري أن يتم تنصيب الخميني كـ مرجع شيعي. ولهذا أصدرت المرجعيات الشيعية الأخرى مرسومًا دينيًا كان قد اتخذه باكرافان وسيد جلال طهراني بحق الشاه.
بعد مرور تسعة عشر يومًا قضاها الخميني في سجن القصر، تم نقله أولًا إلى القاعدة العسكرية في منطقة عشرت آباد ثم إلى منزل بضاحية داوودي بطهران؛ حيث ظل تحت المراقبة. وبعدها أطلق سراحه في 7 أبريل 1964،وعاد إلى قم.

## بعد الثورة
يحظى تاريخ 15 خورداد بشهرة واسعة في جميع أنحاء جمهورية إيران الإسلامية. ومن بين الأماكن الأخرى، سميت التقاطعات المعروفة باسم مفترق طرق 15 خرداد، ومحطة مترو الخامس عشر من خرداد نسبة إلى هذا التاريخ. بالإضافة إلى ذلك، تمت تسمية إحدى المؤسسات الكبرى  –  التي عرضت مكافأة لمن يقتل سلمان رشدي، بعد إصدار روايته آيات شيطانية (1988) والجدل الدائر حول آيات شيطانية الذي جاء نتيجة إصدارها –  نسبةً إلى هذا التاريخ.